# (32267) Hermannweyl
(32267) Hermannweyl  es un asteroide perteneciente al cinturón de asteroides, descubierto el 1 de agosto de 2000 por Paul G. Comba desde el Observatorio de Prescott, en Arizona, Estados Unidos.

## Designación y nombre
Hermannweyl se designó inicialmente como 2000 PS1.
Más adelante fue nombrado en honor al matemático alemán Hermann Weyl (1885-1955).

## Características orbitales
Hermannweyl orbita a una distancia media del Sol de 2,7942 ua, pudiendo acercarse hasta 2,5601 ua y alejarse hasta 3,0283 ua. Tiene una excentricidad de 0,0837 y una inclinación orbital de 15,8971° grados. Emplea en completar una órbita alrededor del Sol 1706 días.

## Características físicas
Su magnitud absoluta es 14,7. Tiene 3,944 km de diámetro. Su albedo se estima en 0,164.